# Wolfgang Haas
Wolfgang Haas (Vaduz, 7 de agosto de 1948) es el primer arzobispo de la Archidiócesis de Vaduz en Liechtenstein.

## Biografía
Se ordenó sacerdote en Coira el 7 de abril de 1974. Por petición del Obispo de Coira, Johannes Vonderach, Haas fue nombrado además obispo coadjuntor de Coira el 25 de marzo de 1988.
El 22 de mayo de 1990, Haas se convirtió en obispo de Coira. El 2 de diciembre de 1997, el Papa Juan Pablo II le nombró arzobispo de la recién creada Archidiócesis de Vaduz. Haas es conocido por sus relaciones amistosas con la Fraternidad Sacerdotal de San Pedro.
Haas fue nombrado obispo de Coira por el Papa Juan Pablo II, que eludió el derecho tradicional del clero mayor de Coira de elegir a su propio candidato, que debía recibir la aprobación de Roma. Los candidatos escogidos por el clero diocesano no fueron considerados aptos, debido a opiniones que estaban fuera de la enseñanza católica tradicional. Desde el principio, su nombramiento fue rehusado por el clero y el laicado de la diócesis, llegando algunos de ellos a intentar bloquear la entrada a la catedral. Desde el principio, el obispo Haas se encontró con una gran oposición del clero de la diócesis.

## Episcopado

### Obispo de Coira
El 25 de marzo de 1988, el Papa Juan Pablo II lo nombró Obispo coadjutor de la Diócesis de Coira.
El 22 de mayo de 1990, se convirtió en el obispo de Coira.

### Arzobispo de Vaduz
El 2 de diciembre de 1997, el Papa Juan Pablo II lo nombró I Arzobispo metropolitano de la Archidiócesis de Vaduz. Desde el nombramiento de Haas, ha ido creciento y aumentando firmemente el número de católicos y del clero de Liechtenstein.

### Arzobispo emérito de Vaduz
El 20 de septiembre de 2023, el Papa Francisco aceptó su renuncia al Arzobispado de Vaduz, convirtiéndolo en el arzobispo emérito. El obispo Benno Elbs es ahora el Administrador apostólico.